# Jan Verheijen
Johannes „Jan” Verheijen (ur. 30 listopada 1896 w Hadze, zm. 29 kwietnia 1973 tamże) – holenderski sztangista. Brązowy medalista olimpijski z Amsterdamu.
Zawody w 1928 były jego drugimi igrzyskami olimpijskimi, wcześniej brał udział w IO 24 (dwunaste miejsce). Zajął trzecie miejsce w rywalizacji w wadze lekkociężkiej (do 82,5 kg). Wyprzedzili go Egipcjanin As-Sajjid Nusajr i Francuz Louis Hostin. Jego bracia Minus i Hendrik również byli sztangistami, olimpijczykami.